# 甯道务
甯道务，唐朝地方官员，钦州乌武僚人（壮族）首领。
甯道务是隋朝钦州刺史甯猛力的曾孙。世代担任钦州土官。武周天授年间至唐玄宗天宝年间，先后被朝廷委任为龙州（今广西壮族自治区龙州县北）、爱州（今越南清化省清化市一带）、郁林州（今广西兴业县铁城）刺史，后擢升为新州（今广东省新兴县）、封州（今广东省封开县）刺史。在任上去世，归葬故里。